# Maurice Perrin
Maurice Perrin (n. 26 octombrie 1911, Paris, Île-de-France, Franța – d. 2 ianuarie 1992, Plaisir, Île-de-France, Franța) a fost un ciclist de performanță francez, medaliat olimpic. A participat la o ediție a Jocurilor Olimpice (1932) în care a câștigat o medalie de aur.

## Participări
Lista de mai jos prezintă principalele competiții la care a participat Maurice Perrin de-a lungul carierei.
- cycling at the 1932 Summer Olympics – men's tandem[*]